# Ion Ionescu-Bizeț
Ion Ionescu-Bizeț (n. 22 noiembrie/4 decembrie 1870, Creața-Leșile, Ilfov – d. 17 septembrie 1946, București) a fost un inginer și matematician român, membru corespondent (1919) al Academiei Române. A fost profesor la Școala politehnică din București. A condus lucrările de construcție a numeroase poduri, printre care podul peste Borcea (prima porțiune a podului peste Dunăre), podul de la Bobolia pe Valea Prahovei, podul metalic curb de cale ferată și șosea peste bazinul de la Giurgiu (1905 - 1906), a elaborat proiectul pentru Șantierul naval de la Turnu-Severin, etc. Este autorul unui studiu de deviere spre Prut a apelor Siretului în vederea construcției unei centrale hidroelectrice și a transformării Prutului într-un canal navigabil între Galați și Iași. A executat harta hidrografică a bazinului Dunării. A fost unul dintre întemeietorii revistei „Gazeta matematică”.
Ion Ionescu a desfășurat o activitate bogată în Societatea Politehnica, înființată în 1881, cu ocazia inaugurării căii ferate Buzău-Mărășesti. Era secretarul Societății Politehnica timp de 13 ani, apoi între 1923 și 1932, vicepreședinte, iar între 1932 și 1934 președintele acestei societăți profesionale.
Pe lângă studiile sale de matematică sau referitoare la beton armat, la folosirea compresoarelor de aer comprimat și altele, performanța sa cea mai notabilă rămâne podul construit la Giurgiu. Este vorba despre primul pod unghi în lume, podul combinat - cale ferată și șosea - care traversează canalul Sf. Gheorghe. Înainte de conceperea și proiectarea acestui pod (realizat la Șantierul naval din Turnu Severin), Ionescu-Bizeț lucrase la construcția podului de la Cernavodă, sub conducerea lui Anghel Saligny. 

## Inegalitatea Ion Ionescu - Weitzenböck
Într-un triunghi cu laturile de lungimi a, b, c și aria S este valabilă propoziția:
{\displaystyle a^{2}+b^{2}+c^{2}\geq 4S{\sqrt {3}}.}

## Opere
Maxime și minime geometrice (1941, 1955)